# Pablo Minissale

Pablo Agustín Minissale (San Martín, 14 gennaio 2001) è un calciatore argentino, difensore del Dep. Madryn in prestito dall'Argentinos Juniors. La sua famiglia tuttavia è originaria di Messina, è cugino del calciatore dilettante Gabriele Minissale, centrocampista dell'Olimpus Roma.

## Caratteristiche tecniche
È un difensore centrale.

## Carriera
Cresciuto nel settore giovanile dell'Argentinos Juniors, il 24 agosto 2020 firma il suo primo contratto professionistico con il club biancorosso, di durata biennale; debutta in prima squadra l'8 marzo 2021 in occasione dell'incontro di Copa de la Liga vinto 1-0 contro il River Plate.

## Statistiche
Statistiche aggiornate al 17 ottobre 2021.

### Presenze e reti nei club
| Stagione        | Squadra            | Campionato      | Campionato | Campionato | Coppe nazionali | Coppe nazionali | Coppe nazionali | Coppe continentali | Coppe continentali | Coppe continentali | Altre coppe | Altre coppe | Altre coppe | Totale | Totale | Totale |
| Stagione        | Squadra            | Comp            | Pres       | Reti       | Comp            | Pres            | Reti            | Comp               | Pres               | Reti               | Comp        | Pres        | Reti        | Pres   | Reti   |        |
| --------------- | ------------------ | --------------- | ---------- | ---------- | --------------- | --------------- | --------------- | ------------------ | ------------------ | ------------------ | ----------- | ----------- | ----------- | ------ | ------ | ------ |
| 2021            | Argentinos Juniors | PD              | 4          | 0          | CdL+CA          | 5+1             | 0               | CL                 | 0                  | 0                  |             | -           | -           | 10     | 0      |        |
| Totale carriera | Totale carriera    | Totale carriera | 4          | 0          |                 | 6               | 0               |                    | 0                  | 0                  |             | -           | -           | 10     | 0      |        |